# Cúmulus
El cúmulus o cúmul (Cu) (del llatí, «acumulació») és un núvol que s'assembla a una massa feta de cotó fluix, amb túmuls i/o torres, de base aplanada i amb una part superior semblant a la d'una coliflor. Els cúmuls es formen a la troposfera, a altituds que van des de 500 a 6.000 m, i sovint s'escampen en denses formacions de paquets apilats, per convecció. Els corrents d'aire amb força ascendent, coneguts com a termals, pugen a una alçada on la humitat de l'aire pot començar a condensar-se. Degut a això, els cúmuls creixen verticalment en lloc d'horitzontalment. Són, per aquesta raó, aprofitats pels pilots d'aparells de vol sense motor per a mantenir-se en aquests corrents convectius (les termals) durant llargues estones.
Tot i que molt més comuns en dates caloroses, es poden formar a qualsevol període de l'any, sempre que les condicions siguin les necessàries, de manera que puguin créixer i passar a ser cumulonimbes, els quals portaran tempestes i pluges. Els cúmuls sovint es formen en temps d'anticicló, tot i que de vegades l'aire descendent anticiclònic produeix una capa d'inversió que impedeix l'ascens de l'aire a altures on la seva humitat podria condensar-se. En aquestes condicions, els cúmuls no es formen i el cel continua clar. En molts casos, aquest procés dura uns tres quarts d'hora.

## Formació

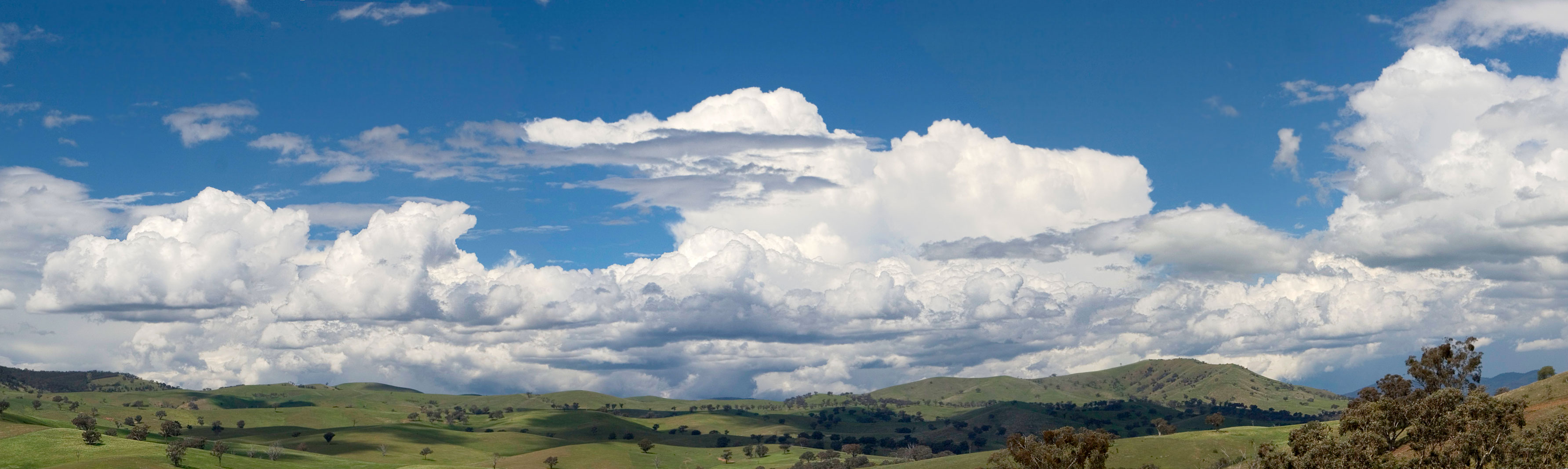
Cúmuls

Els cúmuls són núvols de desenvolupament vertical que tenen la seva base en el nivell dels núvols baixos, però que es poden estendre (no és imprescindible) pels tres pisos que defineixen els núvols. Són núvols espessos, separats, de contorns ben definits i retallats, que es desenvolupen verticalment en forma de protuberàncies, cúpules o torres. Estan constituïts principalment per gotes d'aigua i sovint a la part alta, allà on la temperatura és inferior als 0°, per cristalls de glaç.

## Observació
Les parts il·luminades pel sol adquireixen sovint un color blanc immaculat i lluent, mentre que la base, molt més fosca, és sensiblement horitzontal. Hi ha molta varietat de gruix i extensió. Els més petits i agrupats indiquen temps estable, i es formen i creixen durant la primera part del dia. Quan el sol comença a baixar a l'horitzó, eixamplen la seva base, minven l'altura i esdevenen estratocúmuls. Aquests núvols no es desplacen en horitzontal pràcticament i neixen i desapareixen a la mateixa zona. Quan són grossos i es desplacen horitzontalment associats amb altoestrats o en un cel caòtic, poden produir precipitacions febles i alguns xàfecs, en aquest últim cas més habituals en latituds tropicals que a la zona mideterrània.

## Tipus de cúmuls
- Cumulus castellanus
- Cumulus congestus
- Cumulus fractus
- Cumulus humilis
- Cumulus mediocris
- Cumulonimbe

## Galeria

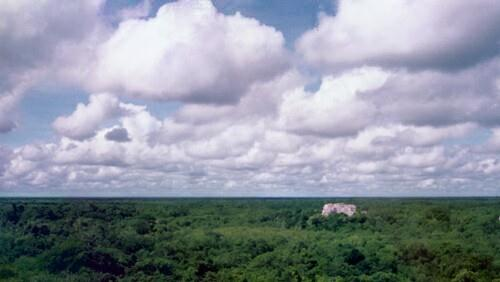
Cúmuls sobre unes runes a Mèxic, mostrant formes pomposes i denses
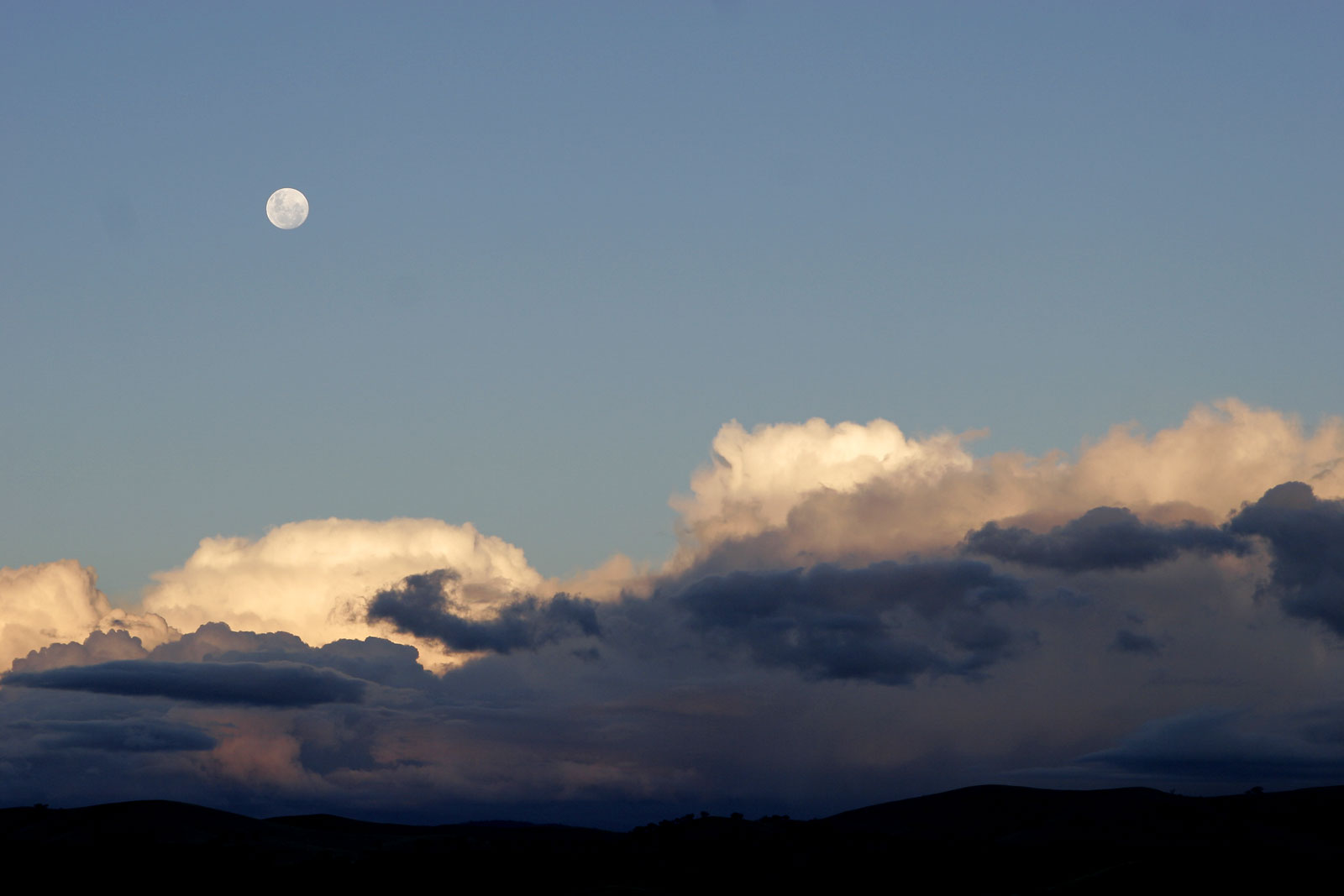
La Lluna i cúmuls
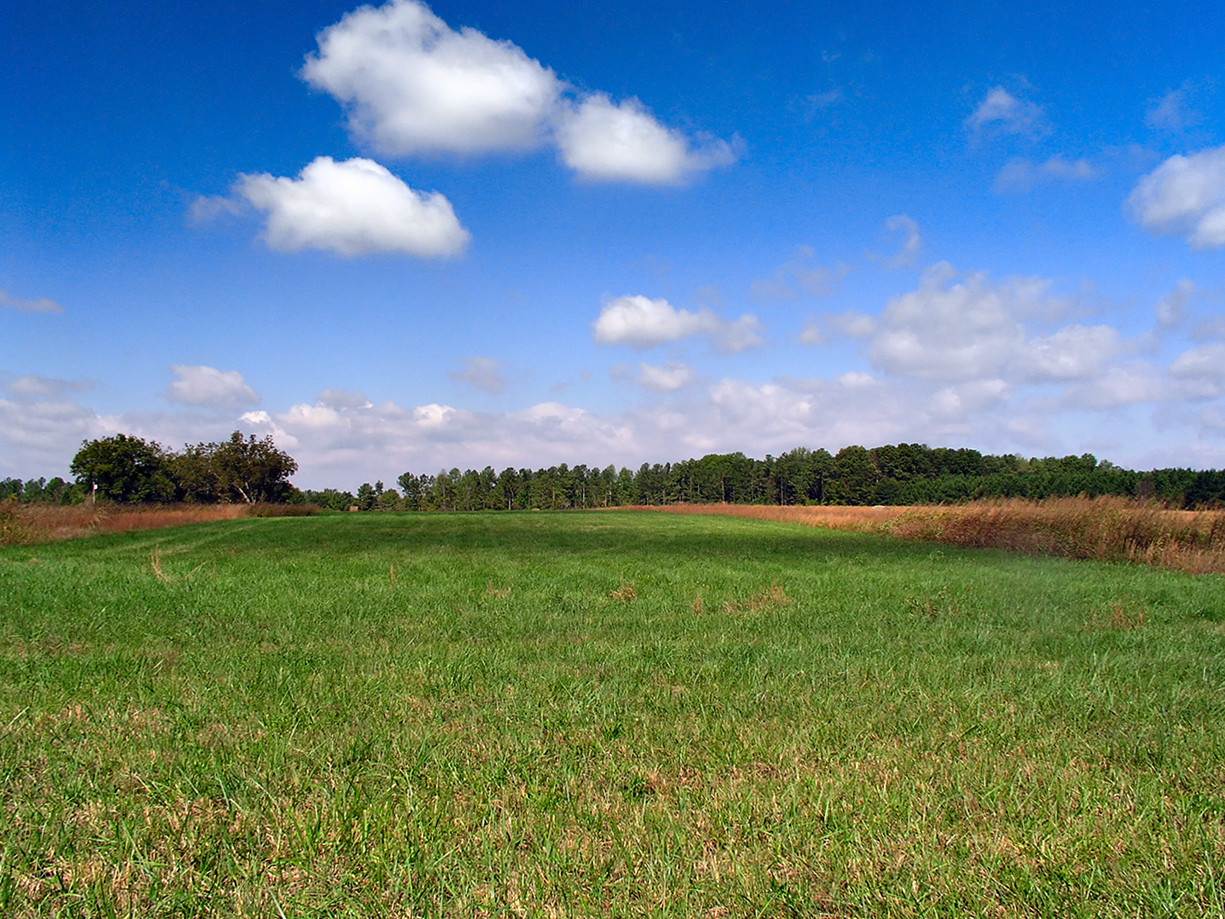
Cúmuls